# محمد بن علي زاكن باحنان
محمد بن علي زاكن باحنان (1312 - 1383 هـ) إمام وفقيه ومؤرخ وشاعر حضرمي. قام بمهمة التدريس والتعليم في حياته ورحل إلى عدة قرى في حضرموت لنشر العلم والدعوة إلى الله. وقد اشتغل بالتصنيف والتأليف، وترك ثروة علمية ضخمة، فله من المؤلفات في الفقه والسيرة والأدب والشعر والتاريخ والتراجم ما يقرب من أربعين مصنفا.

## نسبه
محمد بن علي بن عوض بن سعيد بن زاكن بن سعيد بن زاكن بن عمر بن زاكن بن محمد بن عبد الله بن محمد بن حنّان بن أبي بكر بن علي بن عبد الله المعروف بابن شملة باحنان، ويتصل نسبه بالصحابي الأشعث بن قيس الكندي.

## مولده ونشأته
ولد في مدينة عينات في حضرموت سنة 1312 هـ، ووالدته السعد بنت عبيد مسيعود باجهام، ولم يكد يبلغ الثانية عشرة من عمره حتى توفي والده، فنهضت والدت بتربيته وتعليمه في طفولته، وأدخلته مدرسة الشيخ الحسين بعينات، فقرأ على الشيخ عبد الرحيم بن سالم باحمود القرآن الكريم. وقد بذلت أمه أقصى ما وسعها من الجهد في توجيهه إلى الدروس العلمية، وبعد بروز شيخه الأول الحسن بن إسماعيل الحامد، فعني به كل العناية، ووجهه خير توجيه، وبذل له من النصح والإرشاد كل ماوسعه. وقد حفظ عليه كثيرا من المتون، وقرأ ألوانا عديدة من الكتب المطولة والمختصرة في سائر الفنون، من فقه وتفسير وحديث وآلة وتصوف وأدب ونحو ذلك. ولما بلغ سن المراهقة ارتحل إلى مدينة تريم، وانتظم في سلك المتعلمين برباطها رباط تريم، وأخذ عن مشاهير علمائها.

## شيوخه
أخذ عن علماء ومشايخ كثر في حضرموت وتردد إليهم إلى بلدانهم نذكر بعضهم إذ يصعب حصرهم وفي من نذكرهم كفاية في الدليل على باقيهم منهم:
| - الحسن بن إسماعيل الحامد - أحمد بن حسن العطاس - عبد الله بن عمر الشاطري | - عبد الباري بن شيخ العيدروس - علوي بن أبي بكر خرد - علي بن عبد الرحمن المشهور | - عبد الله بن محمد مطهر - عبد الله بن هادي الهدار - أحمد بن محسن الهدار | - عمر بن محمد إبراهيم - أحمد عبد الرحمن السقاف - سالم بن حفيظ بن الشيخ أبي بكر بن سالم |

## تدريسه
ولما عقدت جمعية الحق بتريم، وافتتحت مدارسها، وتلتها جمعية نشر الفضائل قدم إلى عينات أبو بكر بن علوي المشهور، فزين لشيخ باحنان إنشاء مدرسة تكون فرعا لمدارس هذه الجمعيات على مناهج التعليم الحديث، واختير صاحب الترجمة للتدريس بها حوالي عام 1336 هـ. وفي سنة 1338 هـ طلب شيخه عبد الله بن عمر الشاطري، أن ينشر قاعدته التي نحاها في رسم الحروف وطريقة التهجي برباط تريم، فمكث نحو خمسين يوما، ألف فيها كتابه «قرة الطرف في تعليم قواعد التهجي ورسم الحرف».
وظل المؤلف مشتغلًا بالتعليم والعلم في بلدته، وتخرج عليه المئات من أبنائها، ثم هاجر إلى دوعن سنة 1360 هـ وقام بالتدريس في مدرسة نسرة. ولما كانت سنة 1363 هـ وحالت أزمتها دون اطراد التعليم بالمدرسة، اضطر إلى الانتقال
منها إلى صيف التي تبعد عنها عدة أميال، وهناك ألقى عصا التسيار وانقطع للعلم والتعليم. حتى كان عام 1381 هـ وهو العام الذي حج فيه حجته الثانية.

## مؤلفاته
له العديد من المخطوطات العلمية في فنون مختلفة من علوم الشريعة واللغة العربية والشعر وأدب الرحلات والتاريخ والتراجم نذكر منها:
| - «التحفة السنية، شرح المختصر اللطيف في الفقه» - «اللؤلوة الثمينة، نظم سفينة النجاة في الفقه» - «المدد الفائض في علم الفرائض» - «العقد الثمين في سيرة سيد المرسلين» وشرحه «القول المبين» - «كشف الغمة، تعليق على حديث (اختلاف أمتي رحمة)» - «القول الصحيح الأرجح لبعض من مسائل العقيدة» - «السيوف الباترة لأهل البدع المنكرة» - «الدر الثمين في أصول الدين وتعليم التلاميذ ما يجب على المسلمين» - «التذكرة العامة للبوادي والعامة» - «التذكرة والإدكار لأهل التبصرة والاعتبار» - «رسالة في حياة المرأة المسلمة» - «رسالة في علم التجويد» - «قرة الطرف في تعليم قواعد التهجي ورسم الحرف» - «تقويم اللسان في علمي النحو والصرف لمرحلة التعليم الابتدائي والمتوسط» - «منظومة قاعدة التهجي ورسم الحرف» - «تخميس قوافي الحكيم الترمذي في الوعظ برمضان» - ديوان شعر سماه «الروض المؤنق» - «تنميق الأسفار بما وقع من الأشعار» - «تاريخ الأحقاف» وهو كتابه الجامع المسمى «القول الشاف في تاريخ الأحقاف» في تسعة أجزاء ومقدمته المسماة «الإتحاف» | - «جواهر تاريخ الأحقاف» وهو منتخب من كتاب «القول الشاف في تاريخ الأحقاف» - «الأصداف اختصار تاريخ الأحقاف» - «الوجيز في تاريخ الأحقاف السياسي» - «الفرج بعد الشدّة في إثبات فروع كندة» - «الجواهر المعدة في تاريخ كندة» - «الدرر النفائس في مشاهير كندة وآل فارس» - «قرة العين في تاريخ الهجرين» - «مشجرة لأصول مشاهير ملوك كندة بحضرموت في الجاهلية والإسلام، ومشاهير الصحابة الوافدين على النبي صلى الله عليه وسلم، وأهل الفتوحات، وعلمائهم، ومحدثيهم، وقضاتهم، وأدبائهم» - «الصحابي الجليل الأشعث بن قيس الكندي رضي الله عنه» - «ذخيرة الأكياس في مناقب الشيخ أحمد بن حسن العطاس» - «الشرف الأصيل في مناقب الشيخ الحسن بن إسماعيل» - «منح المنان على عبده المفتقر إلى الغفران» ثبت في شيوخه - «غرر العبر مما مر في الحياة وغبر» سيرته الذاتية - «بشرى المنقبين عن مجد العموديين» - «منهل العرفان تراجم مشاهير بني حنان» - «العقود الحسان في شجرة فروع بني حنان» - «الرحلة المكية، ورحلة حجة سنة 1368 هـ» - «الرحلة إلى نسرة» - «رحلة السادة البكرية إلى المناطق الحضرمية» |

## ذريته
له من الأولاد ثلاثة: ابنتان وابن هو علي محمد باحنان صاحب كتاب «نيل المقصود شرح سنن أبي داود» المكون من تسعة عشر مجلد.

## وفاته
وفي صبيحة الثاني عشر من جمادى الأولى سنة 1383 هـ انتقل إلى جوار ربه حيث وافته المنية عن عمر يناهز السبعين عاما قضى جله في خدمة العلم والتعليم والدعوة إلى الله، وقد دفن في مقبرة صيف بدوعن حضرموت.

### استشهادات
1. ↑  الحبشي، عبد الله بن محمد (1425 هـ). مصادر الفكر الإسلامي في اليمن. أبوظبي، الإمارات العربية المتحدة: المجمع الثقافي. ص. 555. {{استشهاد بكتاب}}: تحقق من التاريخ في: |تاريخ= (مساعدة)
2. ↑  باحنان، محمد بن علي زاكن (1438 هـ). الإتحاف مقدمة تاريخ الأحقاف. تريم، اليمن: دار باحنان. {{استشهاد بكتاب}}: تحقق من التاريخ في: |تاريخ= (مساعدة)
3. ↑  "دار باحنان للطباعة والنشر إضافة حضرمية جديدة لدور النشر". يمرس - هنا حضرموت. مؤرشف من الأصل في 2021-07-06.
4. ↑  "مؤلفات أهل اليمن عن الأُسر والبيوتات الشهيرة (4)". شبكة الوفاق التاريخية. مؤرشف من الأصل في 2021-07-06.